# Juhua Dao
Juhua Dao är en ö i Kina. Den ligger i provinsen Liaoning, i den nordöstra delen av landet, omkring 260 kilometer sydväst om provinshuvudstaden Shenyang.
Genomsnittlig årsnederbörd är 839 millimeter. Den regnigaste månaden är juli, med i genomsnitt 216 mm nederbörd, och den torraste är december, med 11 mm nederbörd.